# Arquidiócesis de Tabora
La arquidiócesis de Tabora (en latín: Archidioecesis Taboraënsis, en inglés: Roman Catholic Archdiocese of Tabora y en suajili: Jimbo Kuu la Tabora) es una circunscripción eclesiástica de la Iglesia católica en Tanzania. Se trata de una arquidiócesis latina, sede metropolitana de la provincia eclesiástica de Tabora, que tiene al arzobispo Paul Runangaza Ruzoka como su ordinario desde el 25 de noviembre de 2006.

## Territorio y organización
La arquidiócesis tiene 76 151 km² y extiende su jurisdicción sobre los fieles católicos de rito latino residentes en parte de la región de Tabora.
La sede de la arquidiócesis se encuentra en la ciudad de Tabora, en donde se halla la Catedral de Santa Teresa.
La arquidiócesis tiene como sufragáneas a las diócesis de: Kahama, Kigoma y Mpanda.
En 2020 en la arquidiócesis existían 27 parroquias.

## Historia
El vicariato apostólico de Unianyembé fue erigido el 11 de enero de 1887 con el breve Quae catholico del papa León XIII, obteniendo el territorio del vicariato apostólico de Tanganica (hoy diócesis de Kigoma).
El 12 de diciembre de 1912 cedió una parte de su territorio para la erección del vicariato apostólico de Kivu (hoy arquidiócesis de Gitega) mediante el breve Apostolatus munus del papa Pío X.
El 31 de mayo de 1925 cambió su nombre a vicariato apostólico de Tabora.
El 8 de abril de 1929 cedió una porción de su territorio para la erección del vicariato apostólico de Bukoba (hoy diócesis de Rulenge-Ngara) mediante el breve Ad fidem catholicam del papa Pío XI.
El 10 de abril de 1929 se expandió incorporando una parte del territorio que había pertenecido al vicariato apostólico de Victoria-Nyanza (hoy arquidiócesis de Mwanza).
El 14 de abril de 1943 cedió otra porción de su territorio para la erección de la prefectura apostólica de Mbulu (hoy diócesis de Mbulu) mediante la bula Ad evangelizationis del papa Pío XII.
El 25 de marzo de 1953 el vicariato apostólico fue elevado al rango de arquidiócesis metropolitana con la bula Quemadmodum ad Nos del papa Pío XII.
El 25 de marzo de 1972 cedió una porción de su territorio para la erección de la diócesis de Singida mediante la bula In primaeva Ecclesiae del papa Pablo VI.
El 11 de noviembre de 1983 cedió una porción de su territorio para la erección de la diócesis de Kahama mediante la bula Quoniam opus del papa Juan Pablo II.

## Estadísticas
Según el Anuario Pontificio 2021 la arquidiócesis tenía a fines de 2020 un total de 235 748 fieles bautizados.
| Año                                                                             | Población            | Población | Población      | Sacerdotes | Sacerdotes    | Sacerdotes    | Bautizados por sacerdote | Diáconos permanentes | Religiosos | Religiosos | Parroquias |
| Año                                                                             | Bautizados católicos | Total     | % de católicos | Total      | Clero secular | Clero regular | Bautizados por sacerdote | Diáconos permanentes | Varones    | Mujeres    | Parroquias |
| ------------------------------------------------------------------------------- | -------------------- | --------- | -------------- | ---------- | ------------- | ------------- | ------------------------ | -------------------- | ---------- | ---------- | ---------- |
| 1950                                                                            | 21 649               | 431 000   | 5.0            | 60         | 24            | 36            | 360                      |                      |            | 85         | 15         |
| 1970                                                                            | 71 238               | 605 000   | 11.8           | 72         | 33            | 39            | 989                      |                      | 45         | 139        | 23         |
| 1980                                                                            | 106 543              | 1 769 000 | 6.0            | 79         | 44            | 35            | 1348                     |                      | 45         | 151        | 24         |
| 1990                                                                            | 136 405              | 812 000   | 16.8           | 43         | 18            | 25            | 3172                     |                      | 30         | 105        | 20         |
| 1999                                                                            | 243 618              | 1 408 072 | 17.3           | 64         | 38            | 26            | 3806                     |                      | 37         | 168        | 20         |
| 2000                                                                            | 245 733              | 1 409 274 | 17.4           | 66         | 42            | 24            | 3723                     |                      | 36         | 172        | 21         |
| 2001                                                                            | 246 730              | 1 409 323 | 17.5           | 71         | 44            | 27            | 3475                     |                      | 39         | 155        | 21         |
| 2002                                                                            | 252 969              | 1 419 724 | 17.8           | 70         | 43            | 27            | 3613                     |                      | 38         | 155        | 21         |
| 2003                                                                            | 256 984              | 1 426 842 | 18.0           | 69         | 47            | 22            | 3724                     |                      | 34         | 156        | 22         |
| 2004                                                                            | 257 390              | 1 426 998 | 18.0           | 64         | 43            | 21            | 4021                     |                      | 32         | 159        | 22         |
| 2010                                                                            | 245 000              | 1 812 000 | 13.5           | 58         | 40            | 18            | 4224                     |                      | 33         | 244        | 22         |
| 2014                                                                            | 277 000              | 2 044 000 | 13.6           | 75         | 57            | 18            | 3693                     |                      | 31         | 352        | 23         |
| 2017                                                                            | 267 300              | 2 283 348 | 11.7           | 79         | 45            | 34            | 3383                     |                      | 50         | 142        | 46         |
| 2020                                                                            | 235 748              | 2 362 660 | 10.0           | 97         | 59            | 38            | 2430                     |                      | 54         | 229        | 27         |
| Fuente: Catholic-Hierarchy, que a su vez toma los datos del Anuario Pontificio. |                      |           |                |            |               |               |                          |                      |            |            |            |

## Episcopologio
- François Gerboin, M.Afr. † (28 de enero de 1897-27 de junio de 1912 falleció)
- Henri Léonard, M.Afr. † (27 de junio de 1912 por sucesión-23 de julio de 1928 renunció)
- Joseph Georges Edouard Michaud, M.Afr. † (29 de noviembre de 1928-24 de marzo de 1932 nombrado coadjutor del vicario apostólico de Uganda)
- William Joseph Trudel, M.Afr. † (25 de abril de 1933-4 de febrero de 1948 renunció)
  - Sede vacante (1948-1950)
- Cornelius Bronsveld, M.Afr. † (31 de mayo de 1950-21 de diciembre de 1959 renunció[9])
- Marko Mihayo † (21 de junio de 1960-9 de marzo de 1985 retirado)
- Mario Epifanio Abdallah Mgulunde † (9 de marzo de 1985-14 de marzo de 2006 falleció)
- Paul Runangaza Ruzoka, desde el 25 de noviembre de 2006